# Triệu Hòa
Triệu Hòa là một xã thuộc huyện Triệu Phong, tỉnh Quảng Trị, Việt Nam.
Xã Triệu Hòa có diện tích 10,77 km², dân số năm 1999 là 6.495 người, mật độ dân số đạt 603 người/km².

## Hành chính
Xã Triệu Hòa được chia thành 6 thôn: An Lộng, Bố Liêu, Hà My, Hữu Hòa, Mỹ Lộc, Vân Hòa.